# Прень
Прень — гірський масив в Динарських Альпах, що в Боснії і Герцеговині. Його найвища точка це гора Зелена Глава (2155).

## Назва
Назва масиву Прень походить від Перуна.

## Географія
Масив розташований в центральній частині Динарських Альп, що на півдні Боснії і Герцеговини, точніше на півночі Герцоговини між містами Коніц, Мостар і Ябланица. Його оточують природні та штучні озера такі, як Борачко, Ябланичко, Грабовичко, Салаковачко, а також річки Неретва, Люта, Неретвиця, Біла та Дрежанка.

### Вершини масиву[2]
| Вершини       | Висота (м) |
| ------------- | ---------- |
| Зелена Глава  | 2155       |
| Лупоглав      | 2102       |
| Особац        | 2099       |
| Отіс          | 2097       |
| Вьєтрено Брдо | 2088       |
| Ботіні        | 2050       |
| Херац         | 2046       |
| Відіна Капа   | 2032       |
| Веліка Капа   | 2008       |
| Цвітіна       | 1991       |
| Хас           | 1915       |

## Геологія
Прень — вапняковий гірський масив, який представляє типовий альпійський карст. Ландшафт утворений типовими карстовими явищами: прірви, карстові лійки та карри.
У минулому гори масиву були зледенілими, про що свідчать льодовикові долини, серед яких важлива Тисовиця (поблизу гори Цвітіна). Тут розташовувавсь найнижчий льодовик на Балканах. Згідно з мореними відкладами, льодовик лежав до 1200 метрів над рівнем моря.

## Флора і фауна
У масиві Прень можна виділити три рослинні висотні пояси: гірськолісовий, субальпійський та альпійський. Перший з них поширений у середньогір'ї, два інші — у високогір'ї.
Масив є домівкою для козиць і орлів.

## Історія
Масив Прень був частиною лінії фронту під час війни 1992—1995 років в Боснії, а найважчі бої відбувалися в горах, що оточують східну частину м. Бієла та узгір'я над м.Коніц. Найбільшою загрозою є міни та інші боєприпаси, які не розірвалися, що на схід від лінії фронту. Ця нерозмінована територія пролягає від м. Челебичі до вершини Зелена Глава, а потім до села Равні. Колишні бойові позиції можна знайти на висоті близько 2000 метрів. Незважаючи на це, масив Прень приваблює багатьох альпіністів і туристів.